# Músculo abductor del meñique (mano)
El abductor del dedo meñique (Abductor minimi digiti manus) es un músculo corto y aplanado de la mano. Se encuentra en la región interna palmar: la eminencia hipotenar.
En casos de polidactilia, el sexto dedo es regido por este músculo.

## Origen e inserción
Se origina en el hueso pisiforme y expansión del tendón del cubital mayor, y termina en un tendón plano, el cual se divide en dos hazas, una de las cuales se inserta en el extremo posterior de la primera falange del dedo meñique y la otra en el lado cubital de la aponeurosis del extensor del meñique.

### Inervación e irrigación
Lo inerva el nervio cubital, en cuanto a la irrigación, la arteria encargada es la arteria cubital.

## Función
Su función es aducir el dedo meñique con respecto al eje del cuerpo, o abducir el dedo meñique con respecto al eje del dedo medio de la mano.

## Galería

Sección transversal de la muñeca
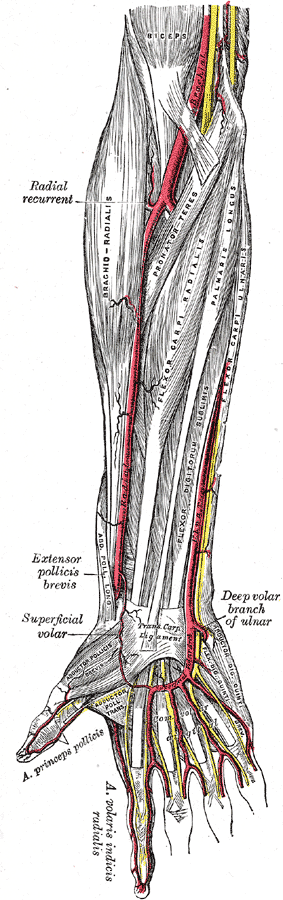
Arteria radial y ulnar
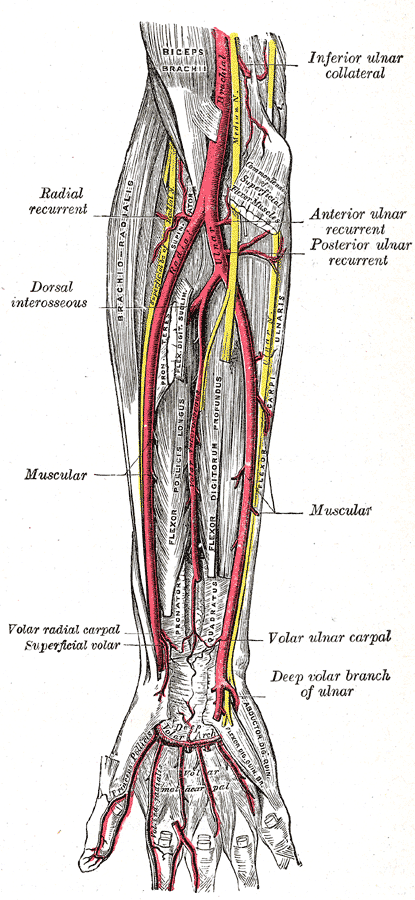
Arteria radial y ulnar, vista profunda

- Datos: Q659744
- Multimedia: Abductor digiti minimi muscles of hand / Q659744